# پتار فایفریچ
پتار فایفریچ (سیریلیک صربی: Петар Фајфрић؛ (زادهٔ ۱ ژانویهٔ ۱۹۴۶ – درگذشتهٔ ۱۱ مارس ۲۰۲۱) بازیکن هندبال اهل صربستان بود.